# Atif Bashir
Atif Bashir Qureshi (ur. 3 kwietnia 1985 w Berlinie Zachodnim) – pakistański piłkarz pochodzenia tureckiego występujący na pozycji obrońcy. Zawodnik klubu Barry Town.

## Kariera klubowa
Bashir urodził się w Niemczech Zachodnich w rodzinie pochodzenia turecko-pakistańskiego. Treningi rozpoczął w 1994 roku w zespole Hertha BSC. W 2002 roku wyjechał do Walii, by grać w juniorach tamtejszego Cardiff City. W 2004 roku przeszedł do drużyny Afan Lido z Welsh Football League Division One (II poziom rozgrywek). W 2005 roku odszedł do innego zespołu tej ligi, Cardiff Grange Harlequins. Spędził tam 2 lata.
W 2007 roku Bashir odszedł do Haverfordwest County z Welsh Premier League (I poziom rozgrywek). Po roku przeniósł się do drużyny Barry Town z Division One. Sezon 2009/2010 spędził na wypożyczeniu w Bridgend Town, także grającym w Division One. Potem wrócił do Barry.

## Kariera reprezentacyjna
W reprezentacji Pakistanu Bashir zadebiutował 3 czerwca 2008 roku w przegranym 0:3 towarzyskim meczu z Malediwami.